# Wysszaja liga czempionata SSSR po futbołu (1984)
Rozgrywki radzieckiej wyższej ligi w sezonie 1984 były czterdziestymi szóstymi w historii radzieckiej pierwszej ligi. W rozgrywkach wzięło udział osiemnaście drużyn, w tym dwie, które awansowały z drugiej ligi – Kajrat Ałma-Ata i SKA Rostów nad Donem. Mistrzowski tytuł po raz pierwszy wywalczyła drużyna Zenitu Leningrad. Królem strzelców ligi został Siergiej Andriejew z SKA Rostów nad Donem, który zdobył 19 goli.

## Drużyny
| Drużyna          | Miasto           | Republika          | Stadion                     | Pojemność | Pozycja w 1983 |
| ---------------- | ---------------- | ------------------ | --------------------------- | --------- | -------------- |
| Ararat           | Erywań           | Armeńska SRR       | Stadion Hrazdan             | 55,000    | 14.            |
| CSKA             | Moskwa           | Rosyjska FSRR      | Łużniki                     | 84,745    | 12.            |
| Czornomorec      | Odessa           | Ukraińska SRR      | Stadion Centralny w Odessie | 34,000    | 8.             |
| Dinamo           | Moskwa           | Rosyjska FSRR      | Stadion Dinamo              | 36,540    | 15.            |
| Dinamo           | Tbilisi          | Gruzińska SRR      | Stadion Borisa Paiczadze    | 58,000    | 16.            |
| Dnipro           | Dniepropetrowsk  | Ukraińska SRR      | Stadion Meteor              | 24,300    | 1.             |
| Dynama           | Mińsk            | Białoruska SRR     | Stadion Dynama Mińsk        | 41,000    | 3.             |
| Dynamo           | Kijów            | Ukraińska SRR      | Stadion Dynamo              | 30,000    | 7.             |
| Kajrat           | Ałma-Ata         | Kazachska SRR      | Stadion Centralny           | 25,000    | D1, 1.         |
| Metalist         | Charków          | Ukraińska SRR      | Stadion Metalist            | 30,000    | 11.            |
| Neftçi           | Baku             | Azerbejdżańska SRR | Stadion Tofika Bachramowa   | 30,000    | 13.            |
| Pachtakor        | Taszkent         | Uzbecka SRR        | Stadion Centralny Paxtakor  | 55,000    | 10.            |
| SKA              | Rostów nad Donem | Rosyjska FSRR      | SKA SKWO                    | 27,300    | D1, 2.         |
| Spartak          | Moskwa           | Rosyjska FSRR      | Łużniki                     | 84,745    | 2.             |
| Szachtar         | Donieck          | Ukraińska SRR      | Stadion Szachtar            | 31,700    | 9.             |
| Torpedo          | Moskwa           | Rosyjska FSRR      | Łużniki                     | 84,745    | 6.             |
| Zenit Petersburg | Leningrad        | Rosyjska FSRR      | Stadion Pietrowski          | 21,745    | 4.             |
| Žalgiris         | Wilno            | Litewska SRR       | Stadion Žalgiris            | 15,000    | 5.             |

## Tabela końcowa sezonu
| Lp. | Drużyna                | M  | Z  | R  | P  | Bramki | Bramki | Różn. | Pkt | Uwagi                                   |
| --- | ---------------------- | -- | -- | -- | -- | ------ | ------ | ----- | --- | --------------------------------------- |
| 1   | Zenit Leningrad (M)    | 34 | 19 | 9  | 6  | 60     | 32     | +28   | 47  | Puchar Europy • 1/16 finału             |
| 2   | Spartak Moskwa         | 34 | 18 | 9  | 7  | 53     | 29     | +24   | 45  | Puchar UEFA • 1/32 finału               |
| 3   | Dnipro Dniepropetrowsk | 34 | 17 | 8  | 9  | 54     | 40     | +14   | 41  | Puchar UEFA • 1/32 finału               |
| 4   | Czornomoreć Odessa     | 34 | 16 | 9  | 9  | 49     | 38     | +11   | 41  | Puchar UEFA • 1/32 finału               |
| 5   | Dynama Mińsk           | 34 | 15 | 13 | 6  | 43     | 28     | +15   | 40  |                                         |
| 6   | Torpedo Moskwa         | 34 | 15 | 10 | 9  | 43     | 36     | +7    | 40  |                                         |
| 7   | Dinamo Tbilisi         | 34 | 14 | 8  | 12 | 36     | 41     | −5    | 36  |                                         |
| 8   | Kajrat Ałmaty          | 34 | 13 | 8  | 13 | 44     | 42     | +2    | 34  |                                         |
| 9   | Žalgiris Wilno         | 34 | 12 | 11 | 11 | 30     | 38     | −8    | 34  |                                         |
| 10  | Dynamo Kijów           | 34 | 12 | 13 | 9  | 46     | 30     | +16   | 34  | Puchar Zdobywców Pucharów • 1/16 finału |
| 11  | Ararat Erywań          | 34 | 12 | 7  | 15 | 46     | 50     | −4    | 31  |                                         |
| 12  | Metalist Charków       | 34 | 12 | 5  | 17 | 42     | 53     | −11   | 29  |                                         |
| 13  | Szachtar Donieck       | 34 | 10 | 9  | 15 | 47     | 46     | +1    | 27  |                                         |
| 14  | SKA Rostów nad Donem   | 34 | 10 | 7  | 17 | 48     | 58     | −10   | 27  |                                         |
| 15  | Neftçi PFK             | 34 | 9  | 8  | 17 | 30     | 50     | −20   | 26  |                                         |
| 16  | Dinamo Moskwa          | 34 | 8  | 10 | 16 | 35     | 43     | −8    | 26  |                                         |
| 17  | Pachtakor Taszkient    | 34 | 10 | 5  | 19 | 37     | 58     | −21   | 25  | Spadek do Pierwoj Ligi                  |
| 18  | CSKA Moskwa            | 34 | 5  | 9  | 20 | 24     | 55     | −31   | 19  | Spadek do Pierwoj Ligi                  |

Uwaga: Žalgiris Wilno zostało ukarane za przekroczenie dopuszczalnej liczby 10 remisów odjęciem 1 punktu, a Dynama Mińsk i Dynamo Kijów – 3.

## Najlepsi strzelcy
źródło: rsssf.com (ang.)
19 goli
- Siergiej Andriejew (SKA)

18 goli
- Hamlet Mychitarian (Ararat)

17 goli
- Ołeh Protasow (Dnipro)
- Jurij Tarasow (Metalist)
- Jurij Żełudkow (Zenit Petersburg)

14 goli
- Andriej Riedkous (Torpedo M.)

13 goli
- Siergiej Rodionow (Spartak M.)
- Siergiej Stukaszow (Kajrat)

12 goli
- Hieorhij Kandracjeu (Dynama)
- Jewstafi Pechlewanidi (Kajrat)

## Nagrody
33 najlepszych piłkarzy ligi za sezon 1984:
Bramkarze
1. Michaił Biriukow (Zenit)
2. Rinat Dasajew (Spartak M.)
3. Serhij Krakowski (Dnipro)

|  | Prawi obrońcy 1. Tengiz Sulakwelidze (Dinamo T.) 2. Władimir Socznow (Spartak M.) 3. Nikołaj Łarionow (Zenit) | Prawi-środkowi obrońcy 1. Aleksandre Cziwadze (Dinamo T.) 2. Siarhiej Barouski (Dynama) 3. Aleksandr Bubnow (Spartak M.) | Lewi-środkowi obrońcy 1. Serhij Bałtacza (Dynamo K.) 2. Giennadij Morozow (Spartak M.) 3. Aleksiej Stiepanow (Zenit) | Lewi obrońcy 1. Anatolij Demjanenko (Dynamo K.) 2. Boris Pozdniakow (Spartak M.) 3. Juryj Kurnienin (Dynama) |

|  | Prawi pomocnicy 1. Siarhiej Hocmanau (Dynama) 2. Walerij Broszyn (Zenit) 3. Fiodor Czerienkow (Spartak M.) | Prawi-środkowi pomocnicy 1. Hennadij Łytowczenko (Dnipro) 2. Siarhiej Alejnikau (Dynama) 3. Jurij Żełudkow (Zenit) | Lewi-środkowi pomocnicy 1. Siergiej Szawło (Spartak M.) 2. Andrej Zyhmantowicz (Dynama) 3. Wiktor Kuzniecow (Dnipro) | Lewi pomocnicy 1. Ołeh Protasow (Dnipro) 2. Wiktor Hraczow (Szachtar) 3. Aleksandr Worobjow (SKA) |

|  | Prawi napastnicy 1. Jurij Gawriłow (Spartak M.) 2. Siergiej Andriejew (SKA) 3. Jewstafi Pechlewanidi (Kajrat) | Lewi napastnicy 1. Siergiej Rodionow (Spartak M.) 2. Ołeh Błochin (Dynamo K.) 3. Władimir Klemientjew (Zenit) |

| Mistrz ZSRR w sezonie 1984 |
| -------------------------- |
| ZSRR                       |
| Zenit Leningrad 1 tytuł    |